# 麻鷺屬
，又作夜鳽屬，是鵜形目鹭科下的一个属。本屬物種分佈於東亞地區，現下屬2個物種。

## 命名與分類
本屬由法國博物學家夏尔·吕西安·波拿巴於1855年描述。其模式種根據單型被指定為栗頭鳽。
其學名是由日語「 Goisagi」轉寫而來，指稱夜行性的鷺科鳥類，在此則是指栗頭鳽。而本身現今則被定為夜鷺的標準和名，而栗頭鳽現在的標準和名則為與之相近的「 Mizogoi」，意為「山溝裡的夜鷺」。
本屬內原有白背夜鹭以及海南鳽兩個物種，但2023年的分子研究顯示這兩個物種實際上與麻鷺屬關係相差甚遠，因而被各自獨立成兩個屬。

## 下屬物種
本屬包含以下物種：
- 黑冠麻鷺 Gorsachius melanolophus (Raffles, 1822)
- 栗頭鳽 Gorsachius goisagi (Temminck, 1836)

## 外部連結
- 维基共享资源上的相關多媒體資源：
- 維基物種上的相關：